# ماشالله گلستانی‌نژاد
خاخام ماشاالله گلستانی‌نژاد فرزند یوسف، متولد ۱۳۱۸، در شیراز،  مرجع دینی سابق کلیمیان ایران بود.
او از ۱۳ سالگی وارد مدرسه مذهبی یهودی (یشیوا) شد و نزد افرادی مانند خاخام یهوشوع نتن-الی، خاخام بن خئیم و خاخام خانی دارشان و هاراو کولی گر و خاخام یعقوب لوی فرزند هاراو لوی مؤسس اوتصرهتورا (گنج دانش) در ایران آموزش دیده است. همچنین سمیخای شحیطا را از خاخام بن خئیم در سال ۵۷۱۹ عبری درس گرفته‌ است.
او از سال ۵۷۱۹ (عبری) در امور کشروت مذهبی شیراز و همچنین تدریس در مدرسه کوثر مشغول بوده‌است. او ریاست شورای روحانیت انجمن خیریه کلیمیان شیراز و بِت‌ دین شیراز را برعهده داشت و همچنین عضو شورای حل اختلاف دادگستری شیراز نیز، می‌باشد.
او از فعالان حقوق بشر است. در جریان نبرد اسرائیل و غزه در سال ۱۳۸۷ او طی حکمی کمک به مردم فلسطین را وظیفه هر یهودی موحد دانست و اعلام کرد اختلاف فاحشی میان آیین یهود و مسلک صهیونیسم وجود دارد و صهیونیست‌ها را نمی‌توان امت موسی یا فرزندان یعقوب دانست. همچنین او معتقد است هیچ یهودی موحدی اجازه ندارد تا روز ظهور (ماشیح)، برای پایان دادن به تبعید یهودیان تلاش کند یا با توسل به زور و خشونت و خونریزی تحت عنوان سرزمین موعود کشور و دولت تشکیل دهد و هر اقدامی در این راستا خارج از دین یهود است.